# Biblioteca Virtual del Patrimonio Bibliográfico
La Biblioteca Virtual del Patrimonio Bibliográfico (BVPB) es una biblioteca digital española, adscrita en la actualidad al Ministerio de Cultura. 
Nació de un proyecto que hundía sus raíces en 1994, encaminado a digitalizar los fondos de todas las bibliotecas públicas de España. Fundada finalmente en 2006, un año después el número de documentos históricos digitalizados ascendía a los 651 000, que proceden de bibliotecas, universidades públicas, reales academias como la de la Historia y la Nacional de Farmacia, museos y algunos archivos históricos provinciales y municipales. Según los últimos datos, hay digitalizados 26 557 libros, cuarenta y nueve periódicos y revistas, 1143 artículos y capítulos, 9880 manuscritos, 5199 mapas, 655 partituras, 55 384 ilustraciones y fotografías y 30 195 vídeos y diapositivas. Cuenta con índices de títulos, autores, lugares y editores para facilitar la búsqueda.